# Biotische Umweltfaktoren
Als biotisch werden Umweltfaktoren zusammengefasst, an denen Lebewesen erkennbar beteiligt sind. Sie ergeben sich aus den Wechselwirkungen zwischen einzelnen Arten innerhalb eines Ökosystems. Im Gegensatz dazu stehen abiotische Faktoren, die unbelebte Interaktionspartner darstellen.

## Wechselbeziehungen von zwei Arten (Bi-systeme)
Beim Zusammenleben verschiedener Arten im gleichen Gebiet wird gewöhnlich mindestens eine der Arten davon beeinflusst. Dieser Einfluss kann von Vorteil oder von Nachteil sein. Interaktionen mit negativem Effekt auf mindestens einen der Partner werden als Antibiosen zusammengefasst. 
Im folgenden Schema wird die Art der Interaktion mit einem Symbol gekennzeichnet. Das Pluszeichen (+) steht für positiven, das Minuszeichen (−) für negativen, die Ziffer Null (0) für überhaupt keinen Einfluss.
- −/− Konkurrenz (Ökologie): negativ für beide Seiten, bei asymmetrischer Konkurrenz für den Unterlegenen mehr, für den Überlegenen weniger
- +/− Parasitismus: positiv für den Parasiten, negativ für den Wirt
- +/− Prädation (zum Beispiel Räuber-Beute-Beziehung): positiv für den Räuber, negativ für die Beute
- 0/− Amensalismus: negative Auswirkung auf eine Art, ohne Auswirkung auf die andere
- 0/0 Neutralismus: keine gegenseitige Beeinflussung
- 0/+ Probiose: positiver Effekt auf einen der Partner, keinen Einfluss auf den anderen, zum Beispiel Kommensalismus
- +/+ Symbiose: Zusammenleben zum beiderseitigen Vorteil
  - Mutualismus: fakultatives Zusammenleben zum beiderseitigen Vorteil
  - Eusymbiose: obligatorisches Zusammenleben zum beiderseitigen Vorteil